# Kurt Nahar
Kurt Nahar (Paramaribo, 30 oktober 1972) is een Surinaams kunstenaar. Hij staat bekend om zijn maatschappijkritische kunst en historische thema's.

## Biografie
Kurt Nahar studeerde van 1993 tot 1997 aan het Nola Hatterman Instituut in Paramaribo en trad daar aansluitend aan als leraar in het vak Fantasie. Tussen 2000 en 2002 deed hij een vervolgstudie aan het Edna Manley College in Kingston, Jamaica, en in 2003 volgde hij nog een workshop druktechniek in Amsterdam. Daarnaast is hij sinds 2007 leraar voor gehandicapte kinderen bij Matoekoe in Lelydorp.
Zijn kunstwerken variëren tussen objecten, meubels, schilderijen, films, foto's, teksten en collages. Zijn techniek wordt vaak beïnvloed door inspiratie die hij haalt uit de periode van het dadaïsme. Hij schrijft gedichten die in sommige gevallen verband houden met een bepaald kunstwerk.
Hij maakt vooral maatschappijkritische kunst, waarbij hij zich vaak richt op historische gebeurtenissen zoals de Sergeantencoup en de Decembermoorden aan het begin van de jaren 1980, en het effect die ze zijn blijven houden op de gemeenschap. Daarnaast richt hij zich op actuele sociale en politieke thema's uit binnen- en buitenland. Hij richt zich niet zozeer op een mooie creatie maar het grotere doel achter een kunstwerk. Met zijn werk probeert hij bewustzijn bij zijn publiek te vergroten en discussies op gang te brengen en wil hij een protest laten zijn tegen politiek en taboes. "Het lijkt wel of alles in ons land draait om politiek, macht en seks. Iedereen noemt zich in Suriname nationalist, maar men is zo verdeeld," zo Nahar in 2008.
Hij was verschillende malen artist in residence, waaronder in Rotterdam (2008), Vermont (2008), Amsterdam (Rijksakademie, 2009), Brussel (2011) en New Orleans (2016). Hij exposeerde een groot aantal malen in Suriname zelf en verder in Amsterdam, Rotterdam, Brussel, Frans Guyana, North Carolina en Washington D.C. In 2002 onderscheidde de Diaspora Vibe Gallery in Miami hem met de Artist in Residence Award. Tijdens de Nationale Kunstbeurs van 2004 werd hij onderscheiden als Meest innovatieve kunstenaar.